# Naturwissenschaften
Naturwissenschaften. The Science of Nature (abrégé en Naturwissenschaften) est une revue scientifique multidisciplinaire mensuelle à comité de lecture. 
La revue, qui s'intéresse aux sciences naturelles et se concentre sur la biologie, la chimie, la géologie et la physique, est fondée en 1913 par Arnold Berliner (1862-1942) et paraît aux éditions Springer.

## Histoire
Arnold Berliner veut créer avec le magazine un équivalent allemand du magazine anglophone Nature. En 1935, la maison d'édition Springer est contrainte de le mettre à la retraite en raison de son origine juive.

## Actualité
D'après le Journal Citation Reports, le facteur d'impact de ce journal était de 2,098 en 2014. Actuellement, le directeur de publication est Sven Thatje (Université de Southampton, Royaume-Uni).